# Ethnographisch Museum Artis
Het Ethnographisch Museum Artis (ook Museum voor Land- en Volkenkunde) was een volkenkundig museum in Amsterdam dat tot 1921 onderdeel uitmaakte van de dierentuin Artis.
Dat een 19e-eeuwse dierentuin er een etnografische collectie op na hield was niet ongewoon en vloeide voort uit de wens de schepping te doorgronden, zoals Linnaeus dat ook had geprobeerd. De Schepping bestond volgens Linnaeus uit een ladder van laag naar hoog waaraan de mens bovenaan stond. Daarom kon men in Artis dieren houden, maar ook objecten van de mens verzamelen. Het Amsterdamse museum was naast het 's Rijks Ethnographisch Museum in Leiden en het Museum voor Land- en Volkenkunde in Rotterdam het derde volkenkundige museum in Nederland, en hoewel kleiner dan voornoemde twee beslist niet onbelangrijk.

## Geschiedenis
De Amsterdamse dierentuin werd in 1838 opgericht door het Koninklijk Zoölogisch Genootschap Natura Artis Magistra. Het Genootschap richtte zich op de wetenschap in het algemeen en op presentaties van de Nederlandse koloniale gebieden in het bijzonder. Daarom werden niet alleen levende exotische dieren verzameld, maar ook allerlei ander zoölogisch materiaal (skeletten en preparaten), mineralen en etnografische voorwerpen.
De verzamelingen werden vanaf 1851 ondergebracht in het museum op de eerste verdieping van het hoofdgebouw. Maar al snel groeiden de collecties het gebouw uit en werden de etnografische objecten van de rest gescheiden en ondergebracht in het nabijgelegen pand van de 'Sociëteit Amicitiae': het 'Kleine Museum'. De collectie breidde zich zodanig uit dat men in 1876 de Japanse collectie ging tentoonstellen in een apart museum met de opening van het Japansch Museum dat gevestigd werd in het Artis bibliotheekgebouw.
In 1888, bij het 50-jarig bestaan van de dierentuin, werd museumgebouw De Volharding geopend op de plaats van een gelijknamig rijstpakhuis. De collectie werd hierbij uitgebreid met voorwerpen van de Internationale Koloniale en Uitvoerhandel Tentoonstelling van 1883 die in het Paleis voor Volksvlijt lagen opgeslagen. Ook kreeg hier een door de Nieuwe Afrikaansche Handels-Vennootschap verzamelde centraal-Afrikaanse voorwerpen een plek.
De collectie werd in 1905 en 1913 verder uitgebreid met de collectie van het Koloniaal Museum in Haarlem. Door een uitbreiding van de Universiteit van Amsterdam moest de etnografische collectie plaatsmaken voor biologische laboratoria. De collectie werd op 7 november 1921 overgedragen aan het tegenwoordige Wereldmuseum Amsterdam.

## Collectie

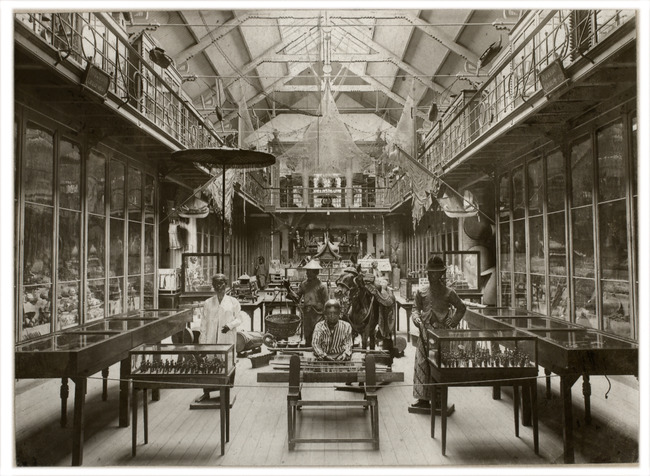
De grote zaal van het museum

De collectie werd bijeengebracht door particulieren, waaronder bestuursambtenaren uit de koloniën, missionarissen, handelsagenten en reizigers, maar ook door ondernemingen en wetenschappelijke genootschappen. Zo werden onder andere objecten die verzameld waren tijdens vroege wetenschappelijke expedities in Nederlands-Nieuw-Guinea ondergebracht bij de Artis-collectie. Een belangrijke schenker was ook de bekende taalkundige Herman Neubronner van der Tuuk. Op den duur beschikte het museum niet alleen over stukken uit de Nederlandse overzeese gebiedsdelen, maar ook uit China, Korea, Japan, Afrika en Oceanië. Van 1887 tot 1902 werd de collectie beheerd door conservator C.M. Pleyte.
De gehele collectie is geschonken aan de Vereeniging Koloniaal Instituut toen die serieuze plannen had het Koloniaal Museum in Amsterdam te bouwen op een steenworp afstand van Artis. Het Koloniaal Museum kon in 1923 de verzameling fysiek overnemen; in 1926 werd het nieuwe museum officieel geopend door koningin Wilhelmina. Van de oorspronkelijk ruim elfduizend objecten uit de Artis-collectie is in de loop der jaren een aantal afgeschreven, maar wat overbleef vormt nog steeds een van de kerncollecties van het museum dat nu als Wereldmuseum Amsterdam onderdeel is van het Nationaal Museum van Wereldculturen. Een aanzienlijk aantal is permanent tentoongesteld. De Centraal-Afrikaanse collectie werd in 1947 verkocht aan het Museum voor Volkenkunde in Leiden.